# Vuelos de la muerte (Chile)

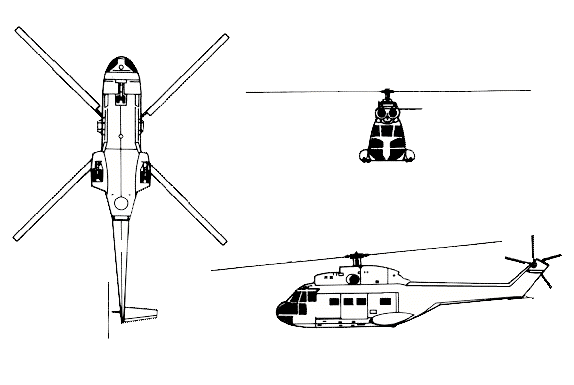
Helicópteros Aérospatiale SA 330 Puma utilizados.

Vuelos de la muerte es el nombre por el cual se conoce a los vuelos realizados por helicópteros Puma del Comando Aéreo del Ejército de Chile durante el período de dictadura militar de Augusto Pinochet, que tenían como objetivo hacer desaparecer cuerpos de detenidos desaparecidos, en casos como el de «Retiro de Televisores».

## Desarrollo

### Método
Como toda operación planeada desde sus comienzos una parte importante es la eliminación de los cadáveres según consta en los Manuales de la Escuela de las Américas. Esto no solo ocurrió en Chile sino que también en Uruguay, México y Argentina en donde fue aún más masivo, pero más bien como método de ejecución. Esta similitud se comprende por la existencia del factor común de ser sus militares instruidos en la Escuela de las Américas.

#### Modus operandi
Después de que el doctor Osvaldo Pinchetti o la auxiliar de enfermería Gladys Calderón se encargaban de inyectarles una dosis mortal de cianuro, quemaban los rostros y partes distintivas de los detenidos, se les quitaban las tapaduras de oro, se ensacaban para luego ser trasladados a las minas de cal de Lonquén o lanzados al mar.
La operación "Puerto Montt"  tuvo un protocolo de actuación que se repitió. Antes de cada vuelo los mecánicos recibían la orden de sacar los asientos del Puma (18 a 20) y el estanque de combustible adicional. La autonomía de vuelo de este helicóptero sin el segundo estanque es de dos horas y media. Cada viaje era ordenado por el jefe del CAE al jefe de la Compañía Aeromóvil de ese comando de helicópteros. Todos los vuelos quedaban registrados. La preparación fue la misma que la DINA utilizó cada vez que hizo desaparecer los cadáveres. Los envolvieron con sacos paperos, les amarraron con alambre un trozo de riel al cuerpo, volvieron a ponerlos en sacos –que ataron con más alambre– y los transportaron en camionetas hasta el lugar donde esperaba el helicóptero. Estos despegaban con su carga, enfilaban hacia la costa de la V Región y se internaban mar adentro para soltar su carga. Así desaparecieron Díaz y el resto de sus compañeros.
Los relatos de rieles recién cortados se repitieron a lo largo de Chile, frente al mar. Prisioneros en Pisagua o el Campeón mundial de Caza Submarina, Raúl Choque, quien relató haber visto osamentas humanas atadas a rieles en el fondo del mar frente a Pisagua.

Los rieles "recién cortados, por lo que brillaban por los lados cortados" como los vio preparados el comisario de Investigaciones y agente de la DINA Nibaldo Jiménez Santibáñez, entregaban, en principio, la seguridad de que la prueba del crimen se iría con el pedazo de metal al fondo del océano. Dice Jiménez en una de sus declaraciones procesales que cuando preguntó un día para qué eran esos rieles cortados en trozos, recibió por respuesta "esos son pa' los paquetes". Cuando preguntó ¿qué paquetes?, sostiene que le respondieron "los que se van cortados todos los días de aquí, un lote grande al mar, los envuelven en un saco bien amarrados con alambre, echan el cuerpo y el riel, y con el peso del riel se van al fondo". 
Jorge Escalante, periodista de La Nación.

El helicóptero volaba desde el Aeropuerto Eulogio Sánchez, donde estaba la base del Comando aéreo al norte de Santiago, al Fuerte Justo Arteaga, en donde esperaban generalmente 3 camionetas Chevrolet C-10 con un toldo en su compartimento de carga. En este generalmente había hasta 6 cadáveres de los ejecutados recientemente. Los agentes DINA estaban de civil. Los helicópteros con su carga mortal, se elevaban y se dirigían a la costa de la Quinta región. La mayor parte de las veces se adentraban en el mar a la altura de Quintero. Una ínfima cantidad de veces y quizás para romper la monotonía de tan deleznable acción lo hicieron frente a Rocas de Santo Domingo, San Antonio o Tunquén.
Al llegar a la distancia mar adentro acordada, el piloto se establecía en vuelo estacionario y daba la orden acordada, sin mirar atrás. El lanzamiento se efectuaba a través de la escotilla de más o menos un metro cuadrado ubicada en el medio del helicóptero, donde se encuentra el gancho de carga que baja por dentro a la altura del rotor principal. Pero la descarga también se hacía a veces desde una escotilla de popa, de 1,80 metros de alto por casi un metro de ancho. El lanzamiento lo efectuaban los agentes civiles, que eran los responsables no sólo de llevar los cuerpos a Peldehue y ponerlos dentro de la nave, sino de supervisar que los bultos llegaran al fondo del mar.

#### Lista de pilotos del CAE
Fuente: Jorge Escalante (La Nación Domingo)
1. Coronel: Óscar Mardones Díaz (PP: Piloto Puma).
2. Teniente coronel: José Jaime Darrigrandi Márquez (PP).
3. Mayor: Luis Isaac Contreras Prieto.
4. Mayor: Emilio de la Mahotiere González (PP).
5. Mayor: Luis Felipe Polanco Gallardo (PP).
6. Capitán: Enrique Fernando Aguilera Acevedo.
7. Capitán: José Javier Carmona Bennet.
8. Capitán: Raúl Adolfo Moyano Vatel (PP, comandante CAE, abril de 1991-diciembre de 1992).
9. Capitán: Aquiles Navarrete Izanortegui (comandante CAE, diciembre de 1986-abril de 1991).
10. Capitán: Richter Aliro Nuche Sepúlveda (PP).
11. Capitán: Antonio Alberto Palomo Contreras (PP, comandante CAE, febrero de 1982-diciembre de 1986).
12. Capitán: Juan Miguel Reveco Bravo.
13. Capitán: Rodolfo Enrique Sánchez Rubio (PP y comandante de cursos de vuelo).
14. Teniente: Gastón Rodolfo García Miranda (PP).
15. Teniente: José María Marinello Kairath.
16. Teniente: Juan Carlos Stolzenbach Fahrner (PP).
17. Teniente: Luis Walterio Riedel Martínez.
18. Subteniente: Juan Pablo Bascur Gaete.
19. Subteniente: Óscar Carlos Medel Olavaria.
20. Subteniente: Luis Ramón Menare Rowe.
21. Subteniente: Dantón Iván Venegas Quiñones (PP).
22. Subteniente: Óscar Alfonso Vicuña Hesse (procesado por el caso Marta Ugarte).

#### Magnitud del crimen
Fueron al menos cuarenta viajes. En cada uno subieron de ocho a quince bultos a bordo de los helicópteros Puma. De los 12 mecánicos del Ejército que al final terminaron reconociendo las operaciones, cada uno hizo al menos un viaje. En algunos casos fueron dos, tres e incluso más. Hay otros mecánicos que también participaron en estas operaciones pero que todavía lo niegan. Entre 400 y 500 fueron los cuerpos lanzados al mar en estas operaciones realizadas principalmente entre 1974 y 1978, aunque también habrían ocurrido en las últimas semanas de 1973.

### Caso de Marta Ugarte
El agente DINA Emilio Troncoso (Cristián Álvarez), narró el lanzamiento al océano de 8 asesinados en la primera semana de septiembre de 1976. Estas fueron muertas en Villa Grimaldi y trasladadas a Peldehue, Colina. En ese lugar, los cadáveres fueron atados en su dorso con alambres a un trozo de riel e introducidos en sacos. El agente se percató que uno de los sacos tenía movimiento, por lo cual sacó un corvo y lo abrió hallando a Marta Ugarte aún viva. Por orden del capitán Germán Barriga, seccionó uno de los alambres de sujeción al trozo de riel y la ahorcó con él hasta matarla, volviendo a amarrar el saco y subió el cadáver a bordo, donde se encontraban los otros siete ejecutados. Tras los cual , el helicóptero Puma se dirigió hacia el litoral de la V Región. Tras una señal del piloto, la tripulación lanzó los 8 cuerpos al mar. El apuro para completar la operación dejando incompletas las ataduras al riel, permitió que el cadáver de Marta se desprendiera del hierro y flotara hacia la playa cercana. Posteriormente un pescador encontró el cadáver semidesnudo, amarrado con alambre su cuello a un saco, en la playa La Ballena, en Los Molles.
Marta Ugarte es única víctima en la que falló esta forma de hacer desaparecer cadáveres de opositores a la dictadura. Tras el hallazgo, el capitán Barriga reunió a sus hombres y los recriminó duramente por el error cometido. De allí en adelante, se tomaría la precaución de quemar los rostros, huellas digitales y cualquier cicatriz en los cuerpos.

Nos pasaron a una sala, había una bandeja. Fue terrible lo que vimos. Yo todavía no me puedo sobreponer a eso. He tratado de hacerlo, estuve con psicólogo, toda esa historia, porque lo que quedó, lo que dejaron de ella…¡Qué terrible! ¡Cómo tanto ensañamiento, tanta maldad con una persona, que no tenían ni de qué acusarla! Porque nunca han encontrado nada y también lo hago extensivo a las otras personas desaparecidas: no tienen de qué acusarlas. El delito era que era comunista y había sido presidente de la JAP y era una persona que no estaba con los militares. Fue terrible (llanto). Pensando cómo le íbamos a decir a las niñas lo que había pasado con su tía, tener que llegar y contarle la historia de lo que habíamos encontrado. Qué cosa más terrible, qué gente más malvada. Qué terrible. Yo la verdad cada vez que me acuerdo de esto, me da una cosa muy espantosa, no sé cómo explicarla, pero nunca me he podido sobreponer a esto. 
Hilda Ugarte, hermana

### Encubrimiento por la prensa de la época
La prensa de la época, totalmente subyugada por la dictadura militar colaboró con el encubrimiento posterior del asesinato de Marta Ugarte por agentes gubernamentales.
La periodista de El Mercurio, Beatriz Undurraga, trató de dar la apariencia de un crimen pasional, a pesar de los signos evidentes de tortura que tenía el cadáver: «Crimen en la playa de los Molles. Asesinada hermosa joven de 23 años, presumiblemente estrangulada y abandonada en la playa». La noticia era notoriamente tergiversada, pues Marta tenía 43 años y su cuerpo, tan martirizado, no aparecía de ninguna manera bello. Tiempo después, esta periodista justificaría este craso error, diciendo que pensó que era más joven por la extrema delgadez de la occisa, quizás consecuencia de su martirio mientras estuvo presa.
Pablo Honorato anunció casi lo mismo en el periódico Las Últimas Noticias, habiendo observado el cuerpo con señales de tortura. Obviamente fue un encubrimiento del accionar del personal de Ejército.
La Tercera trató de convertirlo en un caso policial, acusando a una ignota banda de delincuentes del asesinato. Al promediar el caso, afirmó que la identidad era conocida pero que por secreto de sumario, no podía ser revelada. La aparición de fotos del cadáver llevó a su reconocimiento por familiares que empezaron a presionar a la justicia.

### Caso Wladimir Jaccard
La DINA también recaudaba fondos mediante las platas que "expropiaba" a partidos y movimientos de izquierda, sea que provinieran del exterior o que derechamente fueran fruto de secuestros y asesinatos de dirigentes que manejaban fondos.

"El partido Comunista fue objeto de una fuerte persecución en este sentido por parte de la DINA, siempre fueron tras su aparato financiero, quitándoles mucha plata, como en el caso de la detención y desaparición en Argentina de sus dirigentes Alexei Vladimir Jaccard Siegler y Ricardo Ignacio Ramírez Herrera, quienes traían importantes sumas de dinero a Chile para la resistencia"."Es más , el año 1977 en los casos de calle Conferencia I y II, caen las cúpulas del PC, pero entre una y otra, en agosto de ese año, cayó el aparato financiero del PC e hicieron desaparecer personas y mucho dinero, estamos hablando de millones de dólares  , pero eso a nadie le conviene reconocerlo, porque es muy complicado diplomáticamente. También robaban producto del pillaje y detenciones de personas"...."No sabemos si esas platas llegaron solamente a la DINA o también a los bolsillos de Pinochet y Contreras, pero lo que sí todos sabemos es el sueldo de los militares y claramente ello no les alcanza para tener todos los bienes que registran en sus patrimonios,
El periodista Javier Rebolledo a Cambio21 

Jaccard fue capturado en Buenos Aires y trasladado a la Escuela de Mecánica de la Armada. De ahí fue trasladado a Chile, al Centro de exterminio de la Avenida Simón Bolívar en La Reina, permaneciendo más de dos meses. De acuerdo a las declaraciones de Jorgelino Cáceres, el mozo del recinto, en el libro "La Danza de los Cuervos", Jaccard deambuló por dicho recinto siendo servicial y alegre. Probablemente lo asesinaron con sarín, ensacándolo, y tras amarrarlo con alambres a un riel cortado lo lanzaron al mar frente a la V Región en los llamados Vuelos de la Muerte.

## Procesados
Uno de los procesados es el excomandante del Comando de Aviación del Ejército (CAE) coronel (R) Carlos Mardones Díaz. La razón, es que los cargamentos con los cuerpos de los prisioneros asesinados que salieron del cuartel de Simón Bolívar tuvieron como su siguiente destino los helicópteros Puma del CAE, que solían operar desde el aeródromo de Tobalaba hasta los terrenos de campaña que el Ejército tenía en la zona de Peldehue, al norte de Santiago.
Otro de los procesados es el expiloto brigadier (R) Antonio Palomo Contreras, uno de los que condujo los vuelos de la muerte. Palomo era el piloto preferido de Pinochet y por largo tiempo condujo el Puma destinado a su uso personal. El 15 de septiembre, Palomo recibió de Pinochet la misión de trasladar en helicóptero al general Carlos Prats hasta la frontera con Argentina, cuando el recién instalado dictador mandó a su antecesor al exilio, antes de ordenar su muerte. También piloteó el Puma de la Caravana de la Muerte, al igual que Luis Felipe Polanco, otro de los procesados.